# أحمد الكوس
أحمد عبد الرحمن يوسف الكوس (1965-) عالم دين سُني كويتي أكاديمي وخطيب في مسجد محمد صالح العجيري بمنطقة قرطبة بمحافظة العاصمة بدولة الكويت.

## الشهادات العلمية
- حاصل على شهادة الدكتوراه من كلية أصول الدين من جامعة القرويين من المملكة المغربية 2011م.
- وحصل على شهادة الماجستير من قسم العقيدة بكلية أصول الدين بتطوان من جامعة القرويين عام 2003م.
- وحصل على شهادة البكالوريوس من قسم السُنة وعلومها من كلية أصول الدين بالرياض من جامعة الإمام محمد بن سعود الإسلامية بالسعودية عام 1988م.

## عن حياته
هو الداعية الدكتور أحمد عبد الرحمن يوسف الكوس الأمين عام المبرة الخيرية لعلوم القرآن و السنة، درس على العديد من الشيوخ وطلاب العلم بالكويت من أبرزهم الشيخ عبد الرحمن عبد الصمد في العقيدة والمنهج والشيخ عبد الله السبت ودرس عليه العقيدة والحديث والمنهج، وكذلك الشيخ ناظم المسباح والشيخ محمد الحمود النجدي والشيخ حاي الحاي، والتقى بالشيخ محمد ناصر الدين الألباني عندما زار الكويت وحضر بعض دروسه ومحاضراته. وله شقيقان هما الداعية محمد الكوس داعية وامام خطيب، والداعية حمد الكوس وهو كاتب في المواضيع الإسلامية وكثيراً ما يُخلط بينهم.

## مشايخه
- الشيخ عبد العزيز بن باز: حيث حضر دروسه العلمية بالجامع الكبير في مختلف الدروس في العقيدة والتفسير والحديث والفقه وغيرها، وكذلك محاضراته وندواته المختلفة في المساجد والجامعات من عام 1403هـ إلى 1408هـ.
- الشيخ عبد الله بن غديان: حيث حضر دروسه في العقيدة والتفسير والحديث والفقه والمصطلح وأصول الفقه والنحو.
- الشيخ حمود التويجري.
- الشيخ عبد الله بن جبرين.
- الشيخ عبد الرحمن البراك.
- الشيخ صالح الأطرم.
- الشيخ فالح الصغير.
- الشيخ عبد الكريم الخضير.
- الشيخ راشد الطيار.
- الشيخ مسفر غرم الله الدميني.
- الشيخ عبد الله التويجري.
- الشيخ صالح التويجري.
- الدكتور أحمد معبد.
- الدكتور محمد أديب الصالح.
- الدكتور محمود ميرة.
- الدكتور عبد الفتاح أبوغدة.
- الدكتور عبد الله الحكمي.
- الشيخ محمد بن صالح العثيمين: حيث حضر دروسه في الرياض وجدة والحرم المكي واستفاد من علمه وكتبه.
- الشيخ عبد الله البسام.
- الدكتور صالح بن حميد في الحرم المكي.

## أهم المؤلفات والدراسات والبحوث
1. تخريج أحاديث رسالة الوسائل المفيدة للحياة السعيدة للسعدي. (مطبوع)
2. المنهج العلمي للعلوم الشرعية (المستوى الأول والثاني -خاص بقطاع الرعاية الاجتماعية بوزارة الشؤون الجتماعية والعمل-). (مطبوع).
3. مجالس رمضانية. (مطبوع).
4. خطر الذنوب والمعاصي. (مطبوع).
5. حكم العمل في البنوك والشركات الربوية. (مطبوع).
6. مرويات الهجرة إلى الحبشة جمعًا وتخريجًا. (غير مطبوع).
7. أحكام المعاقين في الشريعة الإسلامية. (غير مطبوع).
8. الإرشاد والتكافل الاجتماعي في قطاع الرعاية الاجتماعية (رسالة ماجستير –غير مطبوعة-).
9. دراسة في كتاب مصباح الزجاجة في زوائد سنن ابن ماجة للبوصيري. (غير مطبوع).
10. منهج الإمام السعدي في تفسيره. (غير مطبوع).
11. شرح حديث «يحرم من الرضاع ما يحرم من النسب» (غير مطبوع).

## الجهود الإعلامية
1. إعداد وتقديم دروس علمية في قناة المجد الفضائية.
2. المشاركة في إعداد وتقديم دروس علمية في شهر رمضان على تلفزيون الكويت.
3. إعداد وتقديم عدة برامج دينية واجتماعية في إذاعة الكويت.
4. كاتب صحفي في مجلة الفرقان الإسلامية وجريدة الوطن.
5. المشاركة في إعداد وتقديم العديد من البرامج التلفزيونية على قناة المعالي.

## الموقع الإلكتروني للشيخ
- http://www.kous.org